# Cratere Nijinskaya
Nijinskaya  è un cratere sulla superficie di Venere. Deve il proprio nome a Bronislava Fominična Nižinskaja (in russo Бронислава Фоминична Нижинская?; 1891-1972), danzatrice russa naturalizzata statunitense.